# Jean-Pierre Nsame
 (août 2025).
Jean-Pierre Nsame, né le 1er mai 1993 à Douala (Cameroun), est un footballeur international camerounais qui évolue au poste d'avant-centre au FC Saint-Gall, en prêt du Como 1907.

## Biographie
Né au Cameroun, il rejoint son père en France et grandit dans des conditions difficiles à Clichy-sous-Bois.

### Carrière en club

#### Servette FC (2016-2017)
Lors de la saison 2016-2017, il inscrit 23 buts en deuxième division suisse avec le club du Servette FC.
Le 19 juillet 2017, il quitte le Servette Football Club 1890 (qui évoluait à cette période en Challenge League) pour rejoindre le Berner Sport Club Young Boys (donc la Super League).

#### BSC Young Boys (2017-2024)
Avec le BSC Young Boys, il remporte le championnat de Suisse à 4 reprises de 2018 à 2021. Il remporte aussi la Coupe de Suisse en 2020.
En mai 2020, il se blesse lors du match de Super League contre le FC Lucerne il souffre d'une rupture du tendon d'Achille du pied droit. Il sera opéré avec succès mais il est éloigné des terrains de longs mois.
En janvier 2024, il voulait retourner au Servette FC mais le club a refusé. Il quitte le club en janvier 2024 pour rejoindre la Serie B au Côme 1907.

##### Prêt au Venezia FC (2022)
Le 31 janvier 2022, il quitte Young Boys pour un prêt de 6 mois au Venezia FC,.

#### Côme 1907 (depuis 2024)
Il signe à Côme 1907 qui évolue en Serie B. Il y signe un contrat de 2 ans et demi. Il connaît la promotion du club en Serie A.

##### Prêt à Legia Varsovie (2024-2025)
En juin 2024, le club de Côme annonce son départ en prêt au Legia Varsovie jusqu'au terme de la saison,.
Il quitte, en janvier 2025, le club polonais et il est de nouveau prêté par le club italien, il retrouvera la Suisse et la Super League.

##### Prêt au FC Saint-Gall (2025)
Fin janvier 2025, le FC Saint-Gall annonce son arrivée en prêt jusqu'à l'été 2025, le club possède une option d'achat,.

### Carrière en sélection
Il joue son premier match en équipe du Cameroun le 4 septembre 2017, contre le Nigeria. Ce match nul (1-1) rentre dans le cadre des éliminatoires du mondial 2018.
Le 10 novembre 2022, il est sélectionné par Rigobert Song pour participer à la Coupe du monde 2022.

## Palmarès
BSC Young Boys
- Championnat de Suisse (6) :
  - Champion : 2018, 2019, 2020, 2021, 2023 et 2024.

- Coupe de Suisse (2) :
  - Vainqueur : 2020 et 2023
  - Finaliste : 2018.

## Distinctions individuelles
- Meilleurs buteurs du championnat de Suisse en 2020 (32), 2021 (19) et 2023 (21).
- Meilleur joueur du championnat de Suisse en 2019 et 2020.